# Eocuma spiniferum
Eocuma spiniferum är en kräftdjursart som beskrevs av Gamo 1976. Eocuma spiniferum ingår i släktet Eocuma och familjen Bodotriidae. Inga underarter finns listade i Catalogue of Life.